# Gustavo Giovannoni
Gustavo Giovannoni (Roma, 1º gennaio 1873 – Roma, 15 luglio 1947) è stato un architetto e ingegnere italiano.

## Gli studi
Seguace di Camillo Boito, subito dopo la laurea in ingegneria civile conseguita nel 1895 presso l'Università di Roma, orienta la sua attività verso due direzioni prevalenti: quella professionale e quella accademica, che intraprende come assistente nella Scuola d'Ingegneria. Contemporaneamente si dedica agli studi storici e artistici con particolare interesse per quelli di storia dell'architettura.

## La professione

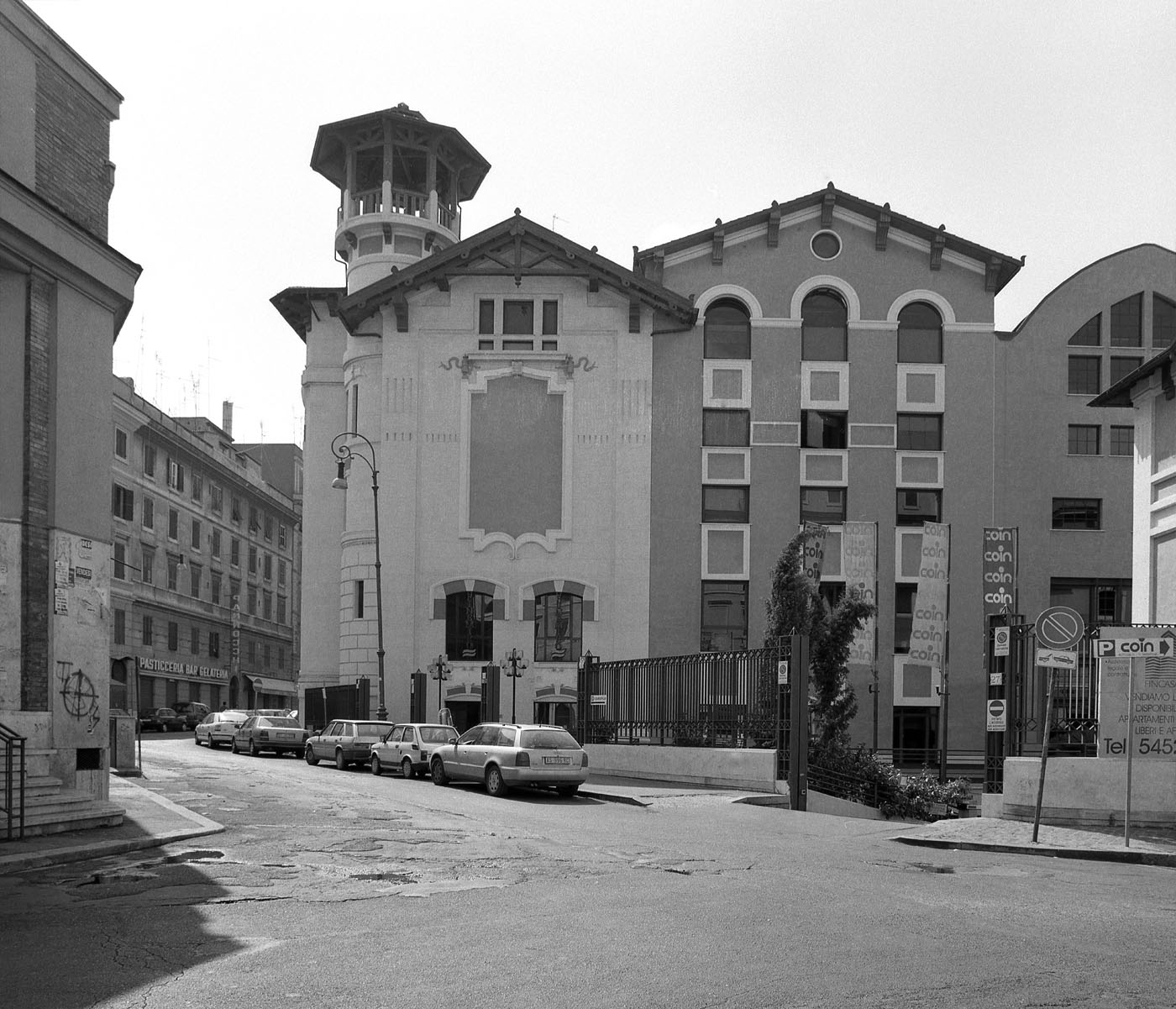
L'ex Birreria Peroni di via Mantova a Roma (1909)

Giovannoni, oltre ad essere storico e critico dell'architettura, ingegnere, architetto e urbanista, è molto attivo nel campo didattico e organizzativo. Da Ojetti fu considerato il "maggiore conoscitore" della storia dell'architettura italiana. Nel 1913 assume la cattedra di architettura generale nella Regia Scuola di Applicazione per Ingegneri; fra il 1914 e il 1915 è reggente, insieme a Leo Montecchi, della Polisportiva S.P. Lazio, società della quale era anche socio; fra il 1927 e il 1935 dirige invece la Scuola di Architettura di Roma ed è fra i principali promotori della prima Facoltà universitaria d'architettura in Italia (quella di Roma), nella quale ricopre la cattedra di Rilievo e Restauro dei monumenti.
Come docente e come studioso rivolge l'attenzione alla città moderna, dando rilievo alla formazione e alla diffusione di una coscienza urbanistica che alimenta soprattutto fra i giovani. Ha modo di realizzare molte sue idee nella revisione architettonica di Forlì, che deve diventare, come "Città del Duce", una vetrina del regime fascista, una piccola Roma.
Giovannoni si impegna nella promozione e nell'organizzazione di attività culturali; collabora alla fondazione dell'Istituto di Studi Romani; è membro del Consiglio Direttivo della Società Filologica Romana ed è socio di molti istituti accademici, come la Società Romana di Storia Patria. I suoi primi interventi riguardano progetti di alcuni edifici destinati ad attività produttive e costruzioni residenziali.
Nel 1921 in collaborazione con Marcello Piacentini fondò la rivista "Architettura e arti decorative", che uscì fino al 1931. Nello stesso anno, fu inviato ad Atene al convegno internazionale promosso dalla Società delle nazioni con lo scopo di stendere una prima carta del restauro internazionale per aiutare la Grecia nel restauro del Partenone per rappresentare l'Italia nel progetto.

## Gli interventi
Nuove realizzazioni

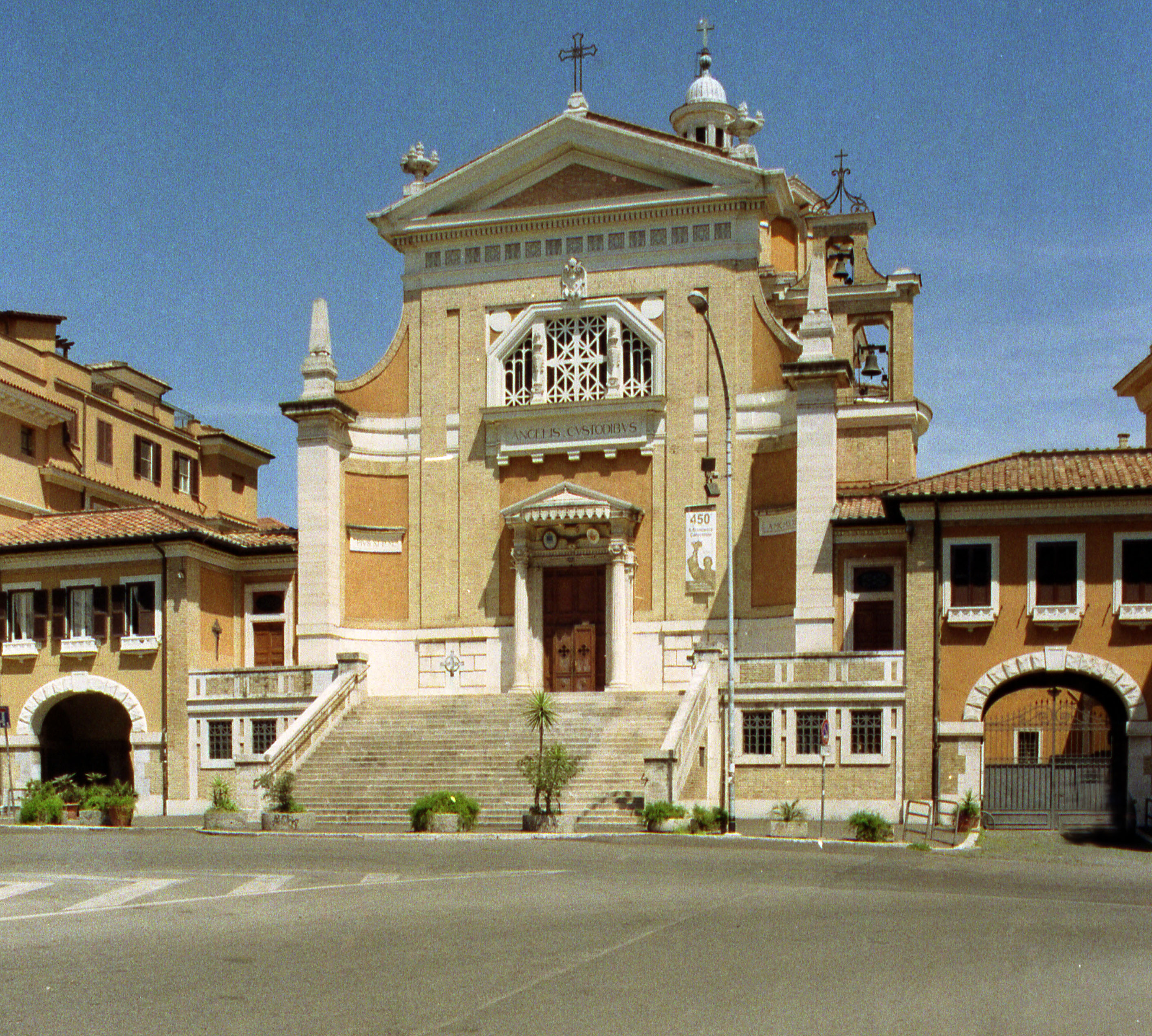
Chiesa degli Angeli Custodi, Roma 1920

- Palazzo Soderini Frankenstein (progetto Arch. Clotilde Brewster) e Villino Soderini in via Principessa Clotilde / via Ferdinando di Savoia, Roma 1900-02[5]
- Palazzetto Torlonia in via Tomacelli, Roma 1908-09
- Fabbrica Birra Peroni, Roma 1902-13
- Chiesa degli Angeli Custodi, Roma 1920

Restauri
- Villino Calderai Torlonia, Roma 1910
- Tempio di Ercole, Cori 1913
- Chiesa di San Pietro, Cori 1913
- Chiesa di Santa Maria del Piano, Ausonia 1916
- Chiesa di Sant'Andrea, Orvieto 1930
- Chiesa di Santo Stefano degli Abissini, Città del Vaticano 1931
- Chiesa di San Domenico, Orvieto 1934

Interventi alla scala urbana
- Sistemazione di Via dei Coronari, Roma 1913
- Quartiere del Rinascimento, Roma 1913-18
- Piano per la sistemazione edilizia di Bari vecchia, 1931
- Piano per la sistemazione edilizia di Bergamo Alta, 1934

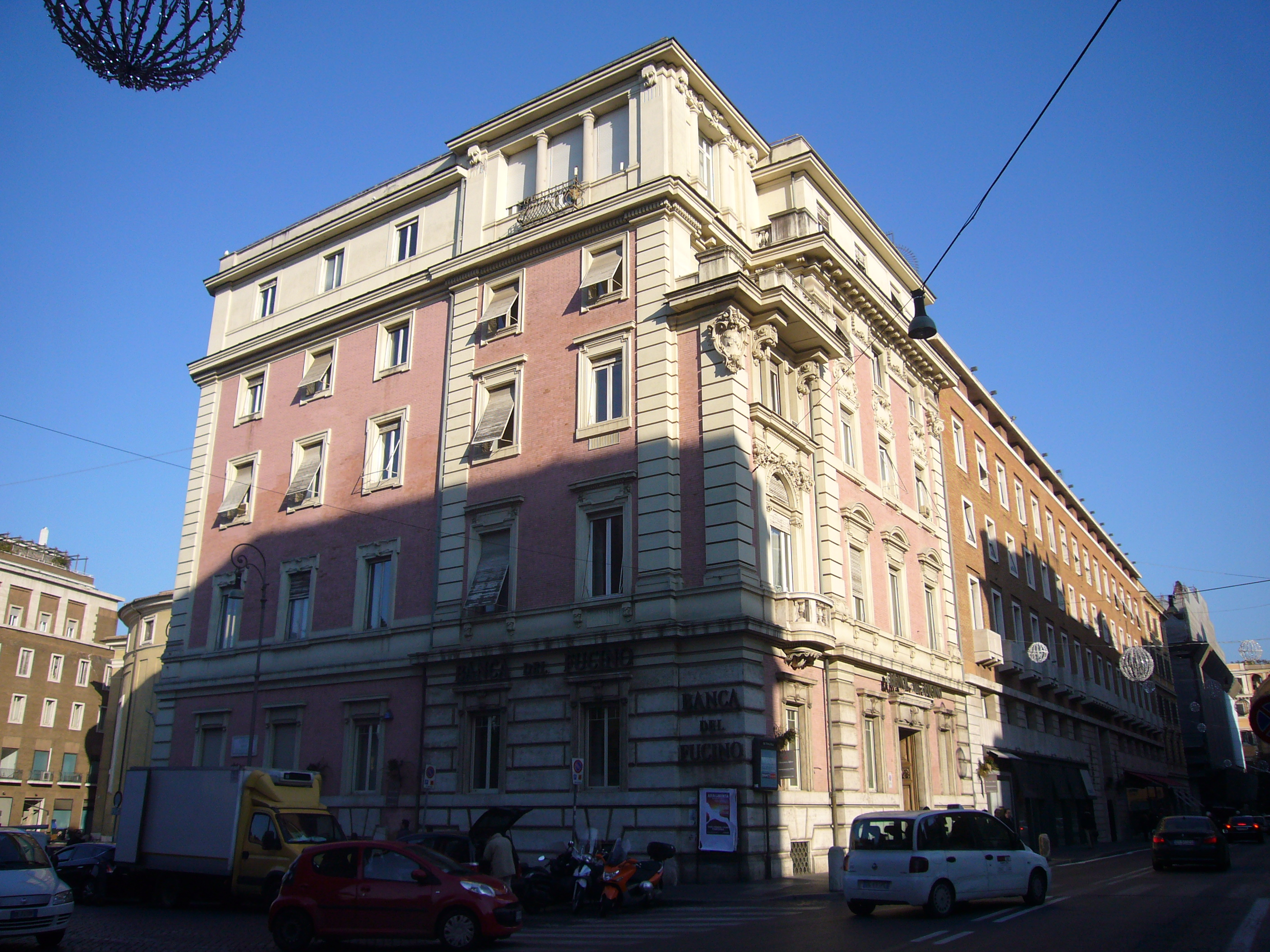
Palazzetto Torlonia, Roma 1908-09
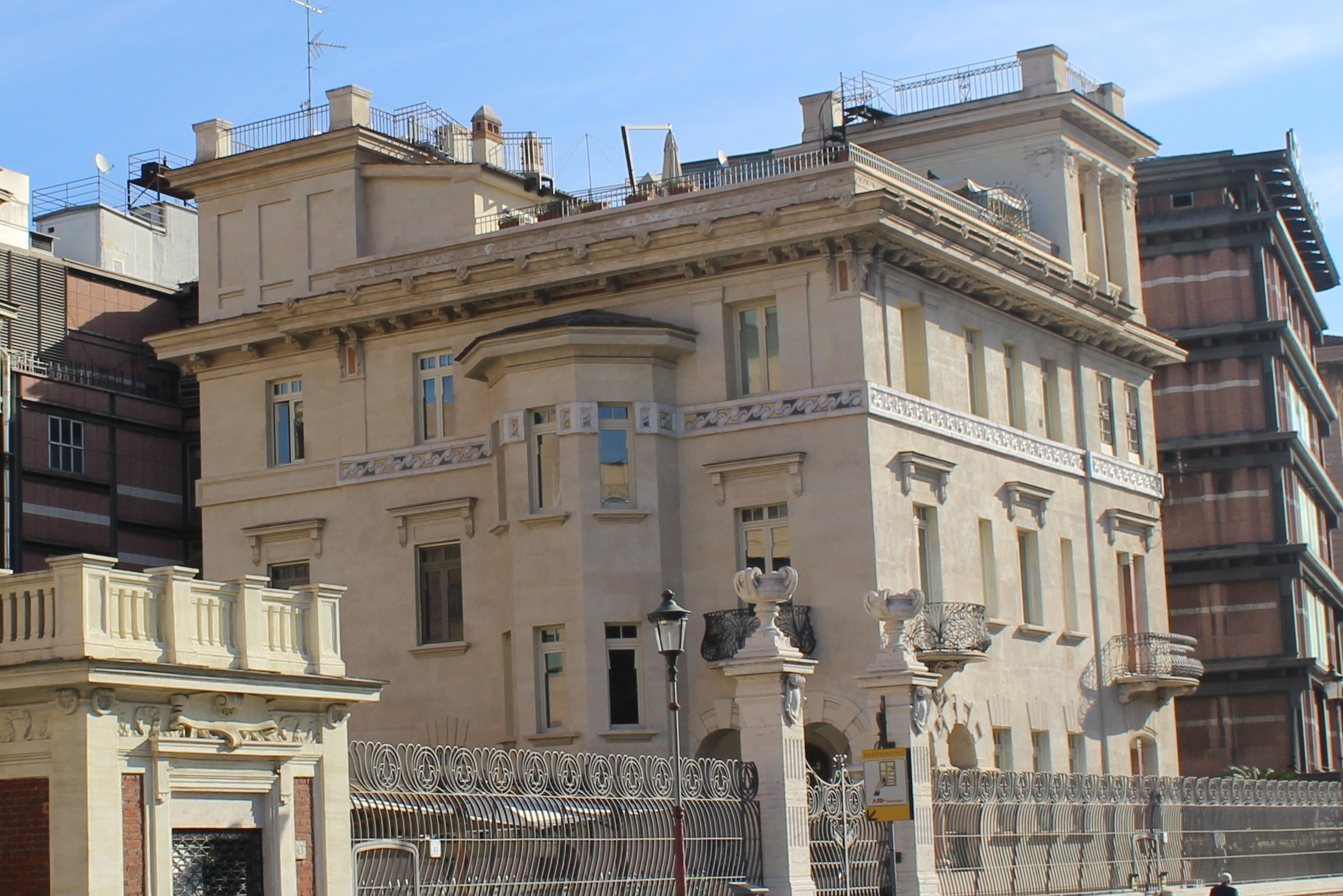
Villino Calderai, Roma 1910
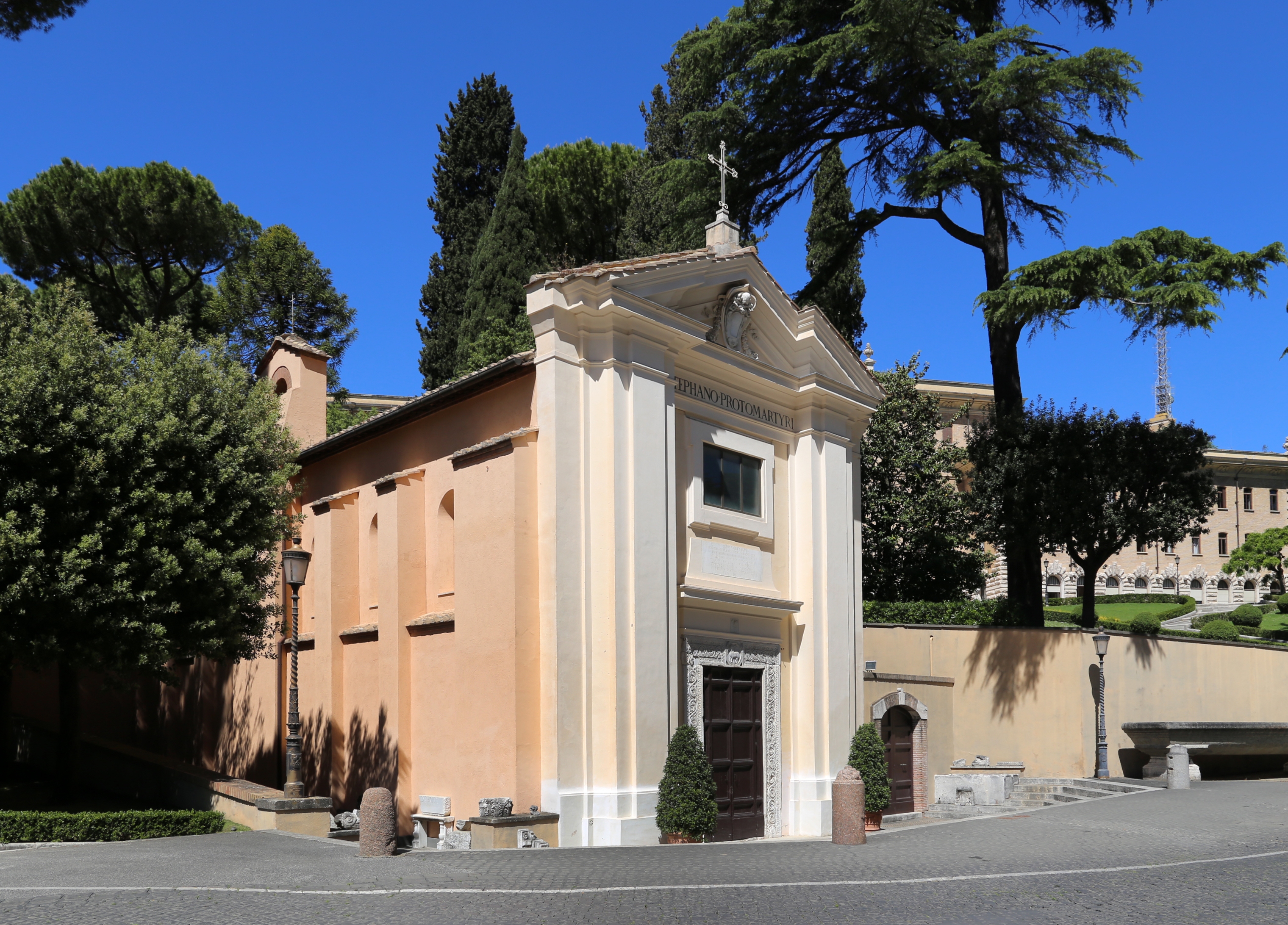
Santo Stefano degli Abissini, 1931
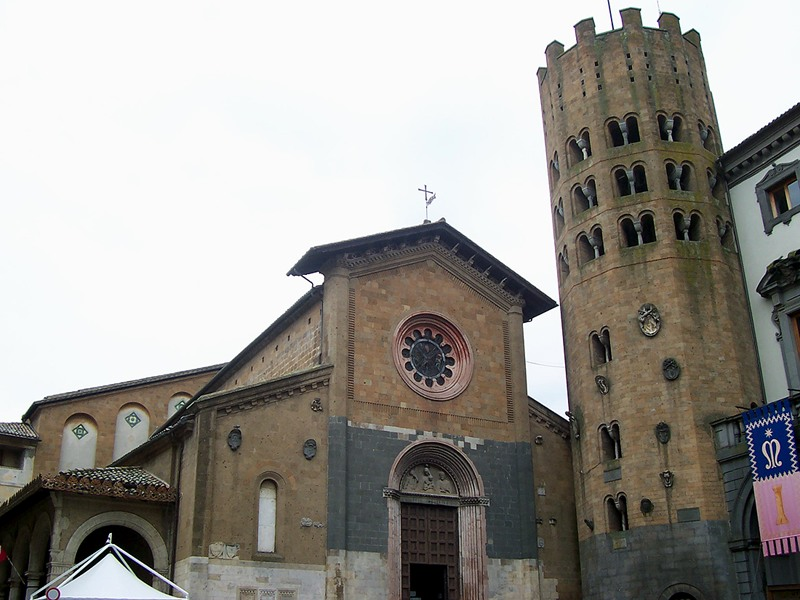
Sant'Andrea, Orvieto
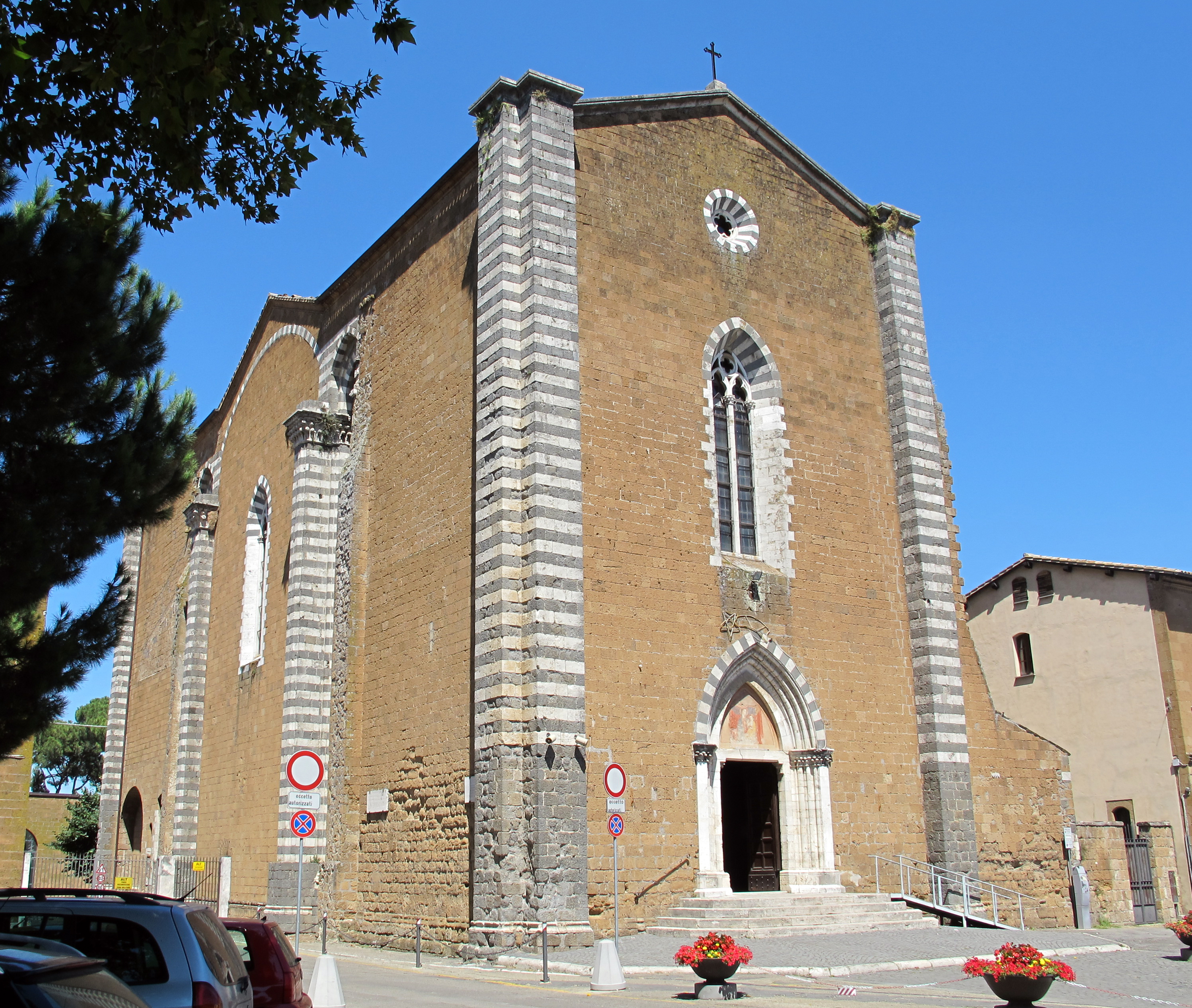
San Domenico, Orvieto 1934

## Il pensiero e il metodo
Nella prima metà del Novecento l'interesse della cultura storica, incentrato fino ad allora sul monumento in quanto opera esemplare, cominciava ad allargarsi al suo intorno, cioè all'ambiente, che veniva a essere considerato la "cornice", apprezzata per i suoi specifici valori ("monumento d'ambiente"). I contributi principali provenivano dall'urbanistica moderna dei paesi tedeschi e dall'interesse per l'ambiente umanizzato, concetto preponderante della corrente di pensiero inglese che ha come protagonisti August Pugin, John Ruskin e William Morris.
Nella propria ricerca, Giovannoni si occupò degli aspetti costruttivi e stilistici, facendo luce su problemi di tipo architettonico e spaziale, riuscendo così ad accostarsi ad argomenti di storia dell'architettura e alle altre discipline artistiche.
Un altro tema importante fu il rapporto tra il nuovo e l'antico, cioè tra storicità e contemporaneità degli edifici: in pratica propone degli adeguamenti funzionali per il nuovo e per l'antico. Ribadisce la propensione verso un "restauro filologico scientifico" che conservi sia il monumento sia l'ambiente che lo circonda, rendendosi conto che nel restauro è impossibile fissare dei criteri univoci.
Riassumendo egli si colloca tra la corrente archeologica, a favore di un mantenimento dello stato di fatto del monumento, e il restauro stilistico, che sostiene il ripristino di un ipotetico stato originario. Giovannoni favorisce le opere di consolidamento e di manutenzione, realizzabili attraverso l'uso di tecniche moderne, senza perdere mai di vista il rispetto per tutte le parti. Il suo metodo consiste nel prevedere gli interventi possibili del restauro: consolidamento, anastilosi, liberazione, completamento e innovazione.

## Citazioni e commenti
Gustavo Giovannoni circa l'impostazione didattica della Scuola di Architettura di Roma:
"Non confondiamo due argomenti diversissimi, quali quelle delle tendenze stilistiche e dell'indirizzo didattico. [...] il mio pensiero: bando alle mode effimere [...] e ricerca di un razionalismo costruttivo, senza che questa ricerca ci faccia rompere i ponti con il passato ed interrompa il filo di una mirabile tradizione continua per la quale ancora in parte l'Italia domina il mondo. [...] L'architetto deve essere anzitutto un costruttore e dalla struttura profondamente intesa devono derivare le forme: fare l'inverso con l'immaginare la composizione astratta, il prospetto vuoto […] è procedimento irrazionale, da cui il giovane non riuscirà mai più a guarire."

## Scritti
- La sala termale della villa liciniana e le cupole Romane, in Annali della Società degli Ingegneri e degli Architetti Italiani, 19, 1904/3, pp. 165–201
- La tecnica della costruzione presso i romani, Roma 1925
- Saggi sull'architettura del Rinascimento, Milano 1931
- Sei studi di storia dell'architettura medievale e moderna, in "Un secolo di progresso scientifico in Italia 1839-1939", Roma 1940
- Lezioni di Architettura Generale, testo didattico "manoscritto" rilegato di pp. 371, figure n. 288, presso Della Rosa Franco - CH-Cümun da Val Müstair.

## Altro
Fu impegnato nel post terremoto del 1915 in una apposita commissione dell'Università e in numerosi progetti di ricostruzione di scuole e villaggi.
Dal 1921 al 1926 assume la direzione della sezione romana del Club Alpino Italiano e segue la realizzazione di molti rifugi sull'Appennino, specie in Abruzzo.
Fece parte del primo Consiglio di Amministrazione del Parco nazionale d'Abruzzo, istituito nel 1923 grazie anche al suo contributo,  con la presidenza dell'on. Erminio Sipari.
Nel 1939 fonda il Centro di Studi per la Storia dell’Architettura fondato a Roma presso la Casa dei Crescenzi in via del Teatro Marcello.